# Vecas Covaresa Maristas F.S.
El C.D. Vecas Covaresa es un club de fútbol sala que tiene su dirección, domicilio social y sede Social en Valladolid, Castilla y León.
Juega en Primera Nacional "B" (la cuarta división en importancia del fútbol sala español, tras división de Honor, división de Plata y 1ª Nacional "A"). Mantiene un convenio de filialidad con el Universidad de Valladolid, club de fútbol sala vallisoletano más importante, que milita en la categoría de bronce del fútbol sala Nacional, Primera Nacional "A".

## Historia
Fundado en el año 1971 y ligado al colegio Marista "La Inmaculada", tras 20 años de participaciones en todo tipo de ligas locales, regionales y federadas, logrando incluso el subcampeonato de España en 1986, es en 1991 cuando un grupo de exalumnos crea el Club Alvysa Maristas F.S., con la estructura de Agrupación Deportiva perfectamente definida y actualizada a aquellos tiempos. En el año 2002, se produce la fusión entre el Club Alvysa Maristas F.S. y el Club Vecas F.S., paando a denominarse Club Vecas Maristas F.S.. Bajo esta denominación, el equipo senior consigue en la temporada 2005/2006 el ascenso a Primera Nacional "B".

## Instalaciones
Desde la temporada 2010/2011 el club se instala en el Pabellón Polideportivo Pilar Fernández Valderrama. En la temporada 2011-2012 juegan en el polideportivo Lalo Garcia en Parquesol. 